# 客失的迷
客失的迷，《元朝秘史》写作克失的迷、客思的音，是曾居住在今俄罗斯联邦图瓦共和国一带的民族。
客失的迷的名称在史料中最早出现于中国唐代，位于唐努乌梁海克木池克河畔，敦煌文书古藏文抄本及摩崖题铭都记载其名。法国学者韩伯诗考其出自《通典》所载永徽年间（652年）入唐朝贡的可史擔、史簷。唐代史料记载，可史擔人居住在统治蒙古高原中部的突厥汗国势力范围之外，其活动区域推测在今克姆克姆朱特附近。
敦煌出土的藏文文献显示，可史擔最初是附属于拔悉密部的部族之一。拔悉密可汗被葛逻禄击败后，大部分拔悉密人归附葛逻禄，仅可史擔、Ba-yar-bgo、Hi-dog-kas三部拒绝臣服，保持独立。
13世纪初成吉思汗建立蒙古帝国后，客失的迷被纳入帝国统治。据《集史》等史料记载，1218年吉利吉思叛乱，成吉思汗派术赤为主将平叛，客失的迷等“森林诸部族（槐因亦儿坚）”在此过程中被平定。
18世纪游历此地的斯特拉伦贝格（Strahlenberg）记载，梅纳河畔居住着300至400名客失的迷人。